# Salicylaldoxime
Le salicylaldoxime est un composé organique de formule C6H4CH=NOH-2-OH. C'est l'oxime du salicylaldéhyde. C'est un solide cristallin chélateur qui est parfois utilisé pour l'analyse d'échantillons contenant des ions de métal de transition, avec lesquels il forme des complexes avec des couleurs brillantes.
À l'époque où les métaux ont été analysés par spectrophotométrie, beaucoup de ligands chélateurs formant sélectivement des complexes colorés avec certains métaux ont été développés. Cette méthode a été éclipsée par l'introduction de la spectrométrie par torche à plasma. Le salicylaldoxime peut être utilisé pour faire précipiter de façon sélective des ions métalliques pour détermination gravimétrique. Il forme par exemple des précipités vert-jaune avec le cuivre à pH 2,6 en présence d'acide acétique. Sous ces conditions, c'est le seul métal qui précipite; à pH 3.3, le nickel précipite également. Les ions fer(III) interfèrent cependant.
Adsorbé ou chimiquement lié à un support solide tel qu'un gel de silice, il peut être utilisé pour préconcentrer ou extraire des métaux d'une solution diluée, comme de l'eau de mer. Il a été utilisé comme ionophore dans les électrodes sélectives d'ions, avec une bonne réponse envers Pb2+ et Ni2+.
Le salicylaldoxime a aussi été utilisé pour sonder les canaux ioniques dans les tissus musculaires et comme sonde du photosystème I.